# ستيفن ييتس (لاعب اتحاد الرغبي)
ستيفن ييتس (بالإنجليزية: Steven Yates)‏ هو لاعب اتحاد الرغبي نيوزيلندي، ولد في 26 يوليو 1983 في نيوزيلندا.